# Планкет, Патрик, 7-й барон Планкет
Патрик Теренс Уильям Спан Планкет, 7-й барон Планкет MVO (англ. Patrick Terence William Span Plunket, 7th Baron Plunket; 8 сентября 1923 — 1975) — британский лорд, шталмейстер королевского двора при королеве Елизавете II.

## Биография
Мать Планкета, Дороти Мэйбл Льюис, была незаконной дочерью актрисы Фанни Уорд и маркиза Лондондерри Чарльза Вейн-Темпест-Стюарта. Происхождение Льюис раскрыла внучка 7-го маркиза леди Аннабель Голдсмит. Ранее Льюис была замужем за капитаном Джеком Барнато, погибшим в Первую мировую войну.
В 1938 году родители Патрика погибли в авиакатастрофе, и он принял титул барона. Его с братьями воспитывали тётя Хелен Родес и её муж. Патрик окончил Итонский колледж, во время Второй мировой войны отправился служить в Ирландскую гвардию. Он занял пост шталмейстера при Георге VI и затем при Елизавете II, дослужившись в 1954 году до капитана. 8 сентября 1957 года произведён в майоры, 8 апреля 1969 года — в подполковники. Также лорд Планкет был попечителем собрания Уоллеса и Фонда коллекций национальной культуры.
Лорд Планкет не состоял в браке. В 1975 году он умер от рака. На похоронах и поминальной службе в королевской и гвардейской часовнях присутствовала королева Великобритании. Он похоронен на кладбище во Фрогморе (Уиндзор Парк), на могиле по повелению королевы установлен памятник.